# Dorocordulia
Dorocordulia, tiếng Anh thường gọi là little emeralds, là một chi chuồn chuồn ngô thuộc họ Corduliidae có ở North America.

## Các loài
- Dorocordulia lepida (Hagen in Selys, 1871) – Petite Emerald
- Dorocordulia libera (Selys, 1871) – Racket-tailed Emerald